# Máximo San Román
Máximo San Román Cáceres, né à Cuzco le 14 avril 1946, est un ingénieur et un homme politique péruvien. 
Il se présente aux élections générales de 1990 pour la première vice-présidence, sous la candidature d'Alberto Fujimori. Le 5 avril 1992, il démissionne pendant l'autogolpe (auto-coup d'État).
Il est élu par le parti Cambio 90 en tant que sénateur et est son président durant la période 1990-1991. Quand Alberto Fujimori lance le dit « auto-coup » (autogolpe), il pense renoncer à son poste de premier vice-président, tout en prenant ses distances de Cambio 90. Cependant, le dissous Sénat le désigne comme président du Pérou, mais le nouveau gouvernement de San Román il n'a été reconnu plus que par les sénateurs[incompréhensible]. Ensuite, en 1995, il est élu en tant que membre du Congrès de la République pour le parti de l'Union pour le Pérou.    
En 2005, il a rendu publique sa candidature à la première vice-présidence du parti Restauración Nacional, sous la candidature de Humberto Lay Sun, qui termine sixième aux élections générales du Pérou de 2006.